# Lampa do projektoru

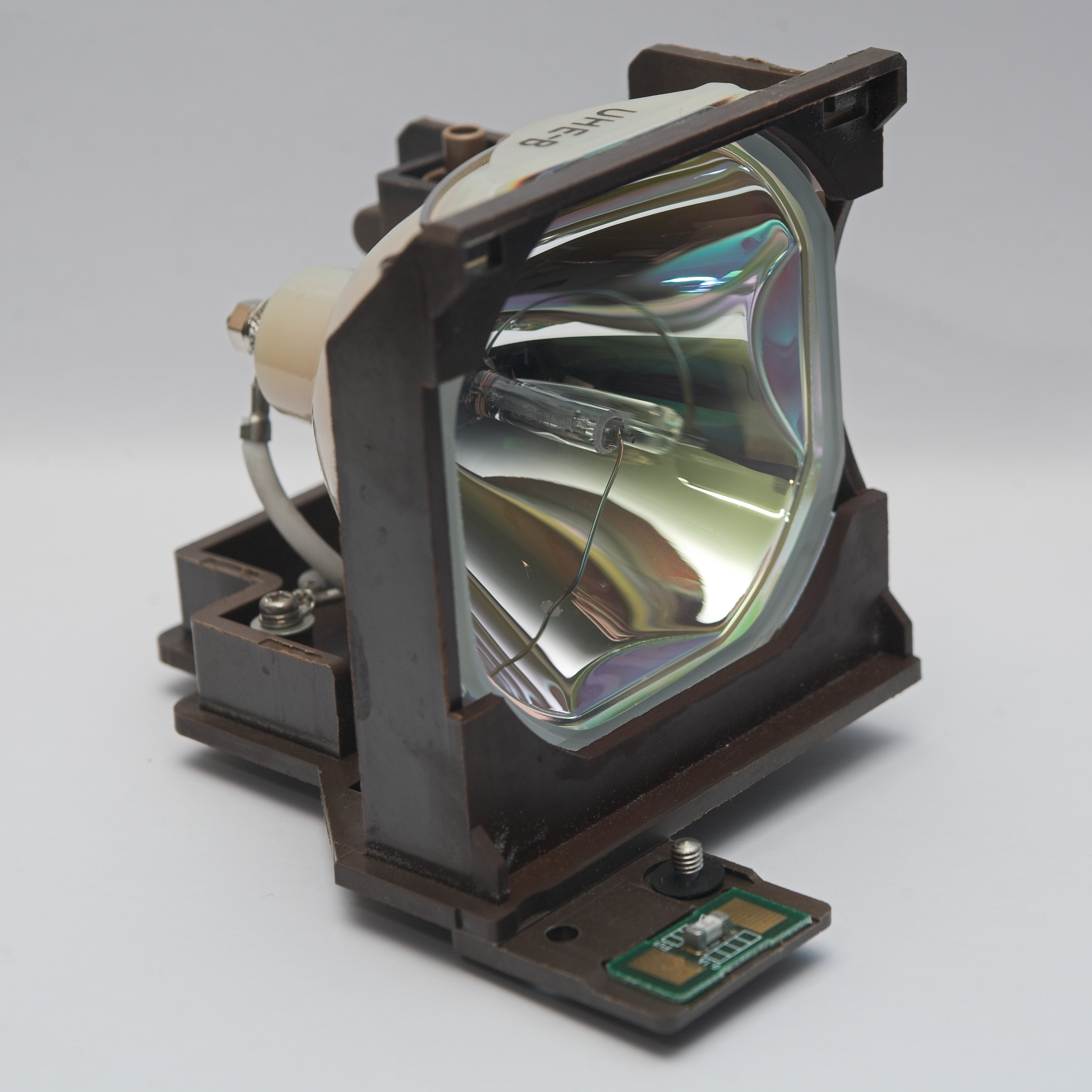
Lampa videoprojektoru.

Lampa do projektoru je součástí datového projektoru. Zajišťuje jeho hlavní funkci – projekci obrazu. Je součástí optické soustavy projektoru, která slouží k přenosu obrazu na zeď nebo plátno. Lampa v soustavě funguje jako světelný zdroj.

## Vývoj lamp do projektorů
Lampy do projektoru se vyvíjí společně s projekční technikou. Jedna z prvních zmínek o promítání obrazu pochází z knihy Johannese de Fontana z roku 1420, kde je zobrazen mnich s kouzelnou lampou, která na stěnu promítá obraz ďábla. Toto optické zařízení, nazývané camera obscura (komora s okénkem), popsal v 15. století i Leonardo da Vinci. Světlo procházející okénkem komory zobrazovalo na protější stěnu obraz, menší a převrácený oproti skutečnosti. V 16. století pak cameru obscuru vylepšil holandský vynálezce Gemma Frisius, který do okénka umístil čočku. V následujících staletích čočku doplnila i clona regulující výstup světla nebo zrcadlo, které obrátilo převrácený obraz. Kvůli ostrosti se později začaly v otvorech uplatňovat také objektivy.
Ze 17. století pochází zařízení laterna magica – kouzelná lampa, na kterou navazují i moderní datové projektory. Promítaný obraz zrcadlil předlohu malovanou na skle. Prostřednictvím komory s okénkem, zmiňované laterny obscury, se pak zobrazoval na ploše. Laterna magica bývá spojována hned s několika vynálezci (Christiaan Huygens, Athanasius Kircher, Thomas Walgensten). Sestávala již ze spojné čočky a zrcátek, která usměrňovala světlo lampy.
Projekční technologie zaznamenaly pokrok v období průmyslové revoluce. Ještě výraznější posun pak nastal s příchodem moderních multimediálních technologií na konci 20. století.

## Využití
Během svého vývoje byly projekční technologie těsně spjaty s filmovým průmyslem. Až počátkem 20. století se začaly využívat i v jiných oblastech a postupně se od filmařství oddělily. Dnes nacházejí uplatnění nejenom pro zábavu, v kultuře, ale také v obchodní sféře nebo ve školství.

## Životnost lampy
Životnost lampy je omezená a je jedním z hlavních parametrů, které charakterizují daný typ lampy a projektoru. Pohybuje se v rámci tisíců hodin. Moderní projektory disponují také úsporným ECO módem, kdy se snižuje jas promítaného obrazu, aby se prodloužila životnost lampy (o 10 – 30 %). Lampa v konkrétním provozu naopak nemusí své životnosti dosáhnout v případech, kdy nemá optimální provozní podmínky. Životnost lampy prodlouží:
- uskladnění projektoru v čistém, bezprašném prostředí,
- dostatečný přísun vzduchu při provozu,
- čištění vzduchových filtrů každé 3 měsíce nebo i častěji,
- zabránění nárazům do lampy,
- vypínání ventilátoru projektoru až po vypnutí lampy, ale před odpojením projektoru ze zásuvky.[2]

## Typy lamp do projektorů
Konkrétní typ lampy je zpravidla určený pro konkrétní typ projektoru. Každá lampa je definována zejména výkonem, který se běžně pohybuje od 120 – 200 wattů. Každá lampa má také stanovenou životnost, v praxi ji může překročit, ale také ji nemusí dosáhnout. Při výměně je možné použít originální, kompatibilní a hybridní lampy:
- Originální lampy jsou lampy určené pro daný model a typ projektoru. Vztahuje se na ně záruka od výrobce. Jsou maximálně spolehlivé a nabízejí také vysoce kvalitní projekci. Jejich nevýhodou je však vyšší cena.
- Kompatibilní (neoriginální) lampy jsou použitelné do více modelů projektoru. Jejich výhodou je nižší cena. Stojí zhruba polovinu oproti originální lampě. Riziko, že výrobce projektoru při užití neoriginální lampy neuzná případnou reklamaci, zaniká po záruční době projektoru.
- Hybridní lampy jsou speciálním typem lamp do speciálních projektorů, vyznačujících se užším tvarem. Tyto lampy nabízejí mimořádně dlouhou životnost a podstatně tak snižují náklady na výměnu lampy. Nabízejí také velmi kvalitní projekci a spolehlivost.

Originální i neoriginální (kompatibilní) lampy se vyměňují s modulem i bez modulu. Výměna lampy s modulem je snadná. Zkušenější mohou využít i lampu bez modulu. Náročnější výměna je u lampy bez modulu kompenzována finanční úsporou. Nese však riziko snížené spolehlivosti projektoru.
Výrobci výbojek používaných v projektorech jsou např. firmy Philips, Osram, Ushio, Iwasaki, Epson.